# Tell el-Ginn
Tell el-Ginn (arabisch Hügel der Dschinns) ist der arabische Name einer altägyptischen prädynastischen Siedlung und Nekropole im vierten Jahrtausend v. Chr., die nur einige Kilometer von Minschat Abu Omar entfernt am pelusischen Nilarm lag.
Für diese Zeit sind bereits Handelsbeziehungen nach Retjenu belegt, was auch erklärt, dass Tell el-Ginn eine Station des ursprünglichen Horusweges darstellte.